# Operă-rock
Opera-rock sau rock opera este o compoziție muzicală în stil rock, dotată cu o structură narativă organică, reprezentată în formă scenică.
Opera clasică stă la baza multor compoziții muzical-scenice. Astfel, din simbioza elementelor operei și ale muzicii contemporane ușoare au luat naștere opera-rock și musicalul. 
Printre operele-rock se evidențiază Jesus Christ Superstar, autori Andrew Loyd Webber (muzică) și Tim Rice (text). Textele cântecelor din această operă-rock se axează pe evenimentele evanghelice din perioada intrării lui Iisus în Ierusalim, până la răstignirea sa pe Golgota. 
În procesul de afirmare a musicalului ca gen complex musical-scenic, un rol determinat îi revine celebrului compozitor și dirijor Leonard Bernstein. El a creat mai multe opere de gen care s-au bucurat de un grandios succes în fața publicului american și a celui din țările europene. Printre musical-urile contemporane de o mare popularitate se bucură Notre Dame de Paris, avându-i ca autori pe Richard Cocciante (muzica) și Luc Plamondon (textele cântecelor).